# Пол је мртав
„Пол је мртав“ је урбана легенда и теорија завере која тврди да је енглески музичар Пол Макартни из Битлса умро 9. новембра 1966. и да га је тајно заменио двојник. Гласина је почела да кружи око 1967. године, али је порасла у популарности након што је објављена у кампусима америчких колеџа крајем 1969. Заговорници су теорију заснивали на уоченим траговима пронађеним у песмама Битлса и омотима албума. Лов на трагове показао се заразним и за неколико недеља постао је међународни феномен.
Према теорији, Макартни је погинуо у саобраћајној несрећи и да би поштедели јавност од туге, преживели Битлси су га заменили победником такмичења сличних Макартнију, понекад идентификованим као "Вилијам Кембел", "Били Ширс" или Вилијам Ширс Кембел. Након тога, бенд је остављала поруке у својој музици и омоту албума како би саопштио истину својим фановима. То укључује песму из 1968. „Glass Onion“, у којој Ленон пева „Ево вам још једног трага / I Am the Walrus“, и насловну фотографију њиховог албума Abbey Road, на којој је Макартни приказан бос и како иде у корак са његовим колегама из бенда.
Гласине су се смањиле након интервјуа са Макартнијем, који је био у осами са својом породицом у Шкотској, објављен у часопису Лајф у новембру 1969. Током 1970-их, овај феномен је био предмет анализе у областима социологије, психологије и комуникација. Макартни је пародирао превару насловом и омотом свог албума уживо из 1993. "Paul Is Live". Године 2009. часопис Тајмс укључио је „Пол је мртав“ теорију завере у свој прилог о десет „најтрајнијих светских теорија завере“.

## Почеци
Почетком 1967. у Лондону је кружила гласина да је Пол Макартни погинуо у саобраћајној несрећи док се возио аутопутем М1 7. јануара. Гласине су повргнуте у фебруарском издању фанзина The Beatles Book. Макартни је затим алудирао на гласине током конференције за штампу. До 1967. године, Битлси су били познати по томе што су понекад укључивали маскирање приликом извођења своје музике. Анализирање њихових текстова за скривено значење такође је постало популаран тренд у САД. У новембру 1968. објављен је њихов истоимени двоструки ЛП (такође познат као "Бели албум") који садржи песму „Glass Onion“. Џон Ленон је написао песму и рекао је да је намерно збуњивао слушаоце стиховима.
Дана 17. септембра 1969. Тим Харпер, уредник студентских новина Дрејк Универзитета у Де Мојну, Ајова, објавио је чланак под насловом „Да ли је Битл Пол Макартни мртав?“ Чланак се бавио гласинама које су кружиле у кампусу и које су цитирале трагове са недавних албума Битлса, укључујући поруку која се тумачи као „Укључи ме, мртваче“, која се чује када се песма са Белог албума „Револуција 9“ пушта уназад. Такође се помиње задња страна албума Sgt. Pepper, где су сви Битлси осим Макартнија фотографисани окренути према гледаоцима, и предња страна Magical Mystery Tour, која приказује једног неидентификованог члана бенда у оделу другачије боје од остала три. Према музичком новинару Мерелу Нодену, овај чланак је био први који је објавио чланак о теорији „Пол је мртав” и додао: „Многи од нас, због Вијетнама и такозваног естаблишмента, били су спремни, вољни и способни да поверују у било коју врсту завере.“
Крајем септембра 1969. године, Битлси су објавили албум Abbey Road пошто су били у процесу распуштања. Дана 10. октобра, службеник за штампу Битлса, Дерек Тејлор, одговорио је на гласине рекавши: „Недавно смо добили поплаву упита о извештајима да је Пол мртав. Годинама смо добијали таква питања о наравно, али у последњих неколико недеља добијали смо их у канцеларији и кући ноћу и дању. Чак добијам телефонске позиве од диск џокеја и других у Сједињеним Државама." Током овог периода, Макартни се осећао изоловано од својих колега из бенда у свом противљењу њиховом избору пословног менаџера, Алена Клајна, и узнемирен због Ленонове приватне објаве да напушта групу. Са рођењем његове ћерке Мери крајем августа, Макартни се повукао да би се фокусирао на свој породични живот. Дана 22. октобра, на дан када је гласина „Пол је мртав“ постала међународна вест, Макартни, његова супруга Линда и њихове две ћерке отпутовале су у Шкотску да проведу време на његовој фарми близу Кембелтауна.

## Пораст гласина
Дана 12. октобра 1969. године, саговорник детроитске радио станице ВКНР-ФМ рекао је диск џокеју Расу Гибу о гласинама и траговима. Гиб и други саговорници су затим разговарали о гласинама наредних сат времена, током којих је Гиб понудио даље потенцијалне трагове. Два дана касније, Мичиген дејли објавио је сатиричну рецензију албума Abbey Road студента Универзитета у Мичигену Фреда Лабура, који је слушао разговоре у Гибовој емисији, под насловом „Макартни мртав; нови докази изнети на видело“. У њему су идентификовани различити трагови наводне Макартнијеве смрти на омотима албума Битлса, посебно на омоту овог албума. Лабур је касније рекао да је измислио многе трагове и био је запањен када су ту причу пренеле новине широм Сједињених Држава. Ноден пише да је „Врло брзо, сваки универзитетски кампус, свака радио станица, имала свог сталног стручњака.“ Деотроитска радио станица је додатно подстакла гласине својим двосатним програмом "Завера Битлса", који је први пут емитован 19. октобра. Ова емисија је названа "злогласном и, "преваром". Рас Гиб је овом емисијом донео огроман публицитет Радију. 
Причу су убрзо преузеле више мејнстрим радио станице у области Њујорка. У раним сатима 21. октобра, диск џокеј Роби Јонге је више од сат времена расправљао о гласинама, пре него што је повучен због разбијања формата. У то доба ноћи, ВАБЦ-ов сигнал је покривао широко подручје слушања и могао се чути у 38 америчких држава, а понекад и у другим земљама. Иако је прес служба Битлса демантовала те гласине, Макартнијево атипично повлачење из јавног живота допринело је њиховој ескалацији. Вин Скелса, студент емитер 1969. године, касније је рекао да је ескалација била индикација контракултурног утицаја Боба Дилана, Битлса и Ролингстонса, јер је: „Свака њихова песма – почев од краја 1966 – постала је лична порука, вредна бескрајног преиспитивања... биле су смернице како да живите свој живот.“
ВМЦА је 23. октобра послао Алекса Бенета у у Лондон у канцеларије менаџера Битлса како би продужио његово проширено извештавање о теорији „Пол је мртав“. Тамо је Ринго Стар рекао Бенету: „Ако ће људи веровати у то, повероваће. Могу само да кажем да то није истина.“ У радио интервјуу са Џоном Смолом из ВКНР, Ленон је рекао да су гласине биле гласине и да су оне биле добар публицитет за албум. На Ноћ вештица 1969, радио у Њујорку емитовао је програм под насловом "Пол Макартни је жив и здрав - можда", који је анализирао текстове Битлса и друге трагове. ДЈ-еви ВКБВ закључили су да је обману „Пол је мртав“ измислио Ленон.
Пре краја октобра 1969, неколико издања плоча је искористило феномен Макартнијеве наводне смрти. Међу њима су „Балада о Полу“, „Брат Пол“, "Тако дуго Пол" од Верблија Финстера, "Сви смо ми Пол" (Део први и други)". Друга песма је била „Свети Пол“ Терија Најта, која је била мањи хит у јуну те године, а касније су је прихватиле радио станице као омаж „покојном Полу Макартнију“. Према писању У извештају у Билборд магазину почетком новембра, Shelby Singleton Productions планира да изда документарни ЛП радио сегмената који расправљају о овом феномену. У Канади, Polydor Records је искористио гласину за албум обрађених песама Битлса са Тонијем Шериданом, користећи омот на коме су биле четири свеће, од којих је једна управо угашена.

## Премиса
Заговорници теорије су тврдили да се 9. новембра 1966. Макартни посвађао са својим колегама из бенда током снимања и да се љутито одвезао у аутомобилу, сударио се и био обезглављен. Да би поштедели јавност од туге, или једноставно као шалу, преживели Битлси су га заменили победником на такмичењу ликова Макартнија. Овај сценарио је олакшан недавним повлачењем Битлса из наступа уживо и њиховим одабиром да се представе са новим имиџом за свој следећи албум, Sgt. Pepper's Lonely Hearts Club Band (који је почео да се снима касније тог месеца).
Према Лабуровом причању, заменик је био „сироче из Единбурга по имену Вилијам Кембел“ кога су Битлси затим обучили да имитира Макартнија. Други су тврдили да се човек звао Вилијам Ширс Кембел, касније скраћено од Били Ширс и да је замену подстакао британски МИ5 из забринутости за тешку невољу коју би Макартнијева смрт изазвала код публике Битлса. У овом последњем приповедању, речено је да су преживели Битлси потресени кривицом због своје дволичности, па су стога остављали поруке у својој музици и омоту албума како би пренели истину својим фановима.
На десетине наводних трагова Макартнијеве смрти идентификовали су обожаваоци и следбеници ове легенде. Ово укључује поруке које се перципирају при слушању песама које се пуштају уназад и симболичке интерпретације и текстова и слика омота албума. Један од често цитираних примера је сугестија да је Ленон изговорио речи „и сахранио Пола” у последњем делу песме „Strawberry Fields Forever”, коју су Битлси снимили у новембру и децембру 1966. Ленон је касније рекао да су те речи заправо биле „Сос од бруснице“.
Други пример је тумачење омота албума Abbey Road као погребне поворке: каже се да Ленон, обучен у бело, симболизује небеску фигуру; Стар, обучен у црно, симболизује погребника; Џорџ Харисон, у тексасу, представља гробара; а Макартни, бос и ван корака са осталима, симболизује леш. Регистарска таблица беле Фолксваген бубе на фотографији – која садржи знакове ЛМВ 28ИФ – идентификована је као додатни „доказ“. „28ИФ“ представља Макартнијеве године „ако“ је још увек био жив (иако је Макартни имао 27 година када је албум снимљен и објављен) док је „ЛМВ“ значило „Линда Макартни плаче“ или „Линда Макартни, удовица“. Речено је да је леворуки Макартни у десној руци држао цигарету у прилог идеји да је био варалица.

## Оповргнуће
Дана 21. октобра 1969. прес-служба Битлса поново је издала саопштења у којима је демантовала гласине, сматрајући их „гомила старог смећа“ и рекавши да „прича кружи око две године – добијамо писма од свих врста људи, али Пол је још увек са нама“. Дана 24. октобра, репортер ББС-ија радија Крис Дрејк добио је интервју са Макартнијем на његовој фарми. Макартни је рекао да су спекулације разумљиве, с обзиром на то да је обично радио „интервју седмично“ како би се уверио да остане у вестима. Део интервјуа је први пут емитован на Радију 4, 26. октобра, а затим на ВМЦА у САД. Према аутору Џону Вину, Макартни је пристао на интервју „у нади да ће људи који чују његов глас угледати светлост“, али је трик пропао.
Макартнија је тајно снимила екипа док је радио на својој фарми. Као и у његовом и Линдином сегменту у промотивном клипу Битлса за песму „Something“, који је пар приватно снимио отприлике у то време, Макартни је био необријан и необично отрцаног изгледа. Његови следећи посетиоци били су репортер и фотограф магазина Лајф. Љут због упада, опсовао их је пар, полио их кантом воде и снимљен је како покушава да удари фотографа. У страху да ће фотографије наштетити његовом имиџу, Макартни је тада пришао пару и пристао да позира за фотографију са својом породицом и одговори на питања новинара, у замену за ролну филма која садржи увредљиве слике. У Виновом опису, породични портрет коришћен за Лајфову насловницу показује да Макартни више није „отрцано одевен“, већ „чисто обријан и лежерно, али елегантно обучен“.
Након објављивања чланка и фотографије, у броју од 7. новембра, гласине су почеле да опадају. У интервјуу је цитиран Макартни рекао:
Можда је почело да се прича зато што у последње време нисам био много у штампи. Урадио сам довољно штампе за цео живот, а ових дана немам шта да кажем. Срећан сам што сам са својом породицом и радићу када будем могао. Био сам укључен десет година и никада се нисам искључио. Сада се искључујем кад год могу. Радије бих био мало мање познат ових дана.

## Последице
У новембру 1969. менаџери продаје Capitol Records-а пријавили су значајан пораст продаје албума из каталога Битлса, који се приписује гласинама. Роко Катена, потпредседник за националну трговину, оценио је да ће „ово бити највећи месец у историји у смислу продаје Битлса“. Та гласина је била од користи комерцијалном наступу самог албума у САД, где је надмашила све претходне албуме бенда. Sgt. Pepper and Magical Mystery Tour, које су обе биле ван топ листа од фебруара, поново су ушле на Топ ЛП топ-листу достигавши 101. односно 109. место.
Телевизијски специјал посвећен теорији завере „Пол је мртав“ емитован је на ВОР-у у Њујорку 30. новембра. Под називом Пол Макартни: Цела прича, Испричана по први и последњи пут, смештена је у судници, а домаћин је био славни адвокат Ф. Ли Бејли, који је унакрсно испитивао Лабура, Гиба и друге заговорнике теорије, и чуо супротне ставове од „сведока“ као што су Макартнијев пријатељ Питер Ашер и Ален Клајн. Бејли је оставио гледаоцу да донесе закључак. Пре снимања, Лабур је рекао Бејлију да је његов чланак био замишљен као шала, на шта је Бејли уздахнуо и одговорио: "Па, имамо сат времена за телевизију; мораћете да се сложите са овим."
Макартни се вратио у Лондон у децембру. Подстакнут Линдином подршком, почео је да снима свој деби соло албум у свом дому. Под називом Макартни и снимљен без знања његових колега из бенда, био је „једна од најбоље чуваних тајни у историји рок“ све до мало пре објављивања у априлу 1970, према аутору Николасу Шафнеру, и довео је до најава распада Битлса. У својој песми из 1971. "How Do You Sleep?", у којој је напао Макартнијев лик, Ленон је теоретичаре описао као „наказе“ који су „били у праву када су рекли да си мртав“. Гласине су такође почеле да се појављују у случају око канадског бенда Клаату, након што је преглед њиховог деби албума у јануару 1977. подстакао гласине да су у ствари Битлси. У једној теорији, ова теорија је тврдила да је албум снимљен крајем 1966. године, али да је потом изгубљен до 1975. године, када су Ленон, Харисон и Стар одлучили да га издају у Макартнијево сећање.
Лабур је касније постао познат као басиста вестерн групе Riders in the Sky, коју је суоснивао 1977. Године 2008. нашалио се да је његов успех као музичара продужио његових петнаест минута славе због учешћа у гласинама на „седамнаест минута“. Године 2015. рекао је да га и даље повремено контактирају теоретичари завере који су покушавали да му представе наводна нова дешавања о гласинама о Макартнију.

## Анализа
Аутор Питер Догет пише да, иако је теорија која стоји иза „Пол је мртав“ пркосила логици, њена популарност је била разумљива у клими у којој су грађани били суочени са теоријама завере које су инсистирале да је убиство председника Џона Ф. Кенедија 1963. у ствари био државни удар. Шафнер је рекао да, с обзиром на своје порекло као предмет трачева и интрига које ствара одабрана група у „култу Битлса“, „Пол је мртав“ служи као „права народна прича ере масовних комуникација“. Такође ју је описао као „најмонументалнију превару од када је емитовање Рата светова Орсона Велса убедило хиљаде паничних становника Њу Џерзија да су марсовски освајачи у близини“. У својој књизи Ијан Макдоналд каже да су Битлси делимично одговорни за овај феномен због њиховог уграђивања „насумичних текстова и ефеката“, посебно у песми "Glass Onion" на Белом албуму у којој је Ленон позвао на тражење трагова укључујући референце на друге песме Битлса. Макдоналд га групише са „психичким епидемијама“ које су биле подстакнуте употребом халуциногених дрога од стране рок публике и које су ескалирале убиственом интерпретацијом Белог албума од стране Чарлса Менсона и религијским убиством Ленона Марка Дејвида Чепмена 1980. године.
Током 1970-их, овај феномен је постао предмет академског проучавања у Америци у области социологије, психологије и комуникација. Међу социолошким студијама, Барбара Сучек је овај феномен описала као савремено читање „архетипског мита у коме лепа младост умире и васкрсава као бог“. Психолози Ралф Росноу и Гери Фајн приписали су његову популарност делимично заједничком, заступничком искуству тражења трагова без последица по учеснике. Такође су рекли да је генерација неповерљива према медијима након извештаја Воренове комисије успела да напредује у клими која је била заснована на „Јаз кредибилитета председништва Линдона Џонсона, широко распрострањене гласине након убистава Мартина Лутера Кинга млађег и Роберта Ф. Кенедија, као и напади јипија и Спира Егњуа на водеће медијске изворе“. Америчка друштвена критичарка Камил Паља лоцира феномен „Пол је мртав“ у древну грчку традицију као што је представљено у култу рок музике „лепих, дугокосих дечака који очаравају оба пола“, и додаје: „ Није случајно да је Пол Макартни, 'најслађи' и најдевојачкији међу Битлсима, инспирисао лажну гласину која је захватила свет 1969. да је он мртав."
„Пол је мртав“ је наставио да инспирише анализирање теорије у 21. веку, са објављеним студијама и експлоататорским радовима у медијима лажног и документарног филма. Пишући 2016. године, биограф Битлса Стив Тарнер је рекао: „теорија још увек има моћ да се врати у живот.“ Он је цитирао чланак из часописа Wired Italia из 2009. који је садржао анализу два консултанта за форензичка истраживања који су упоређивали одабране фотографије Макартнија снимљено пре и после његове наводне смрти мерењем карактеристика лобање. Према налазима научника, човек приказан на сликама из новембра 1966. није био исти.
Сличне гласине које се тичу других познатих личности су кружиле, укључујући и непоткрепљену тврдњу да је канадска певачица Аврил Лавињ умрла 2003. и да је замењена особом по имену Мелиса Вандела. У чланку о овом последњем феномену, Гардијан је описао Макартнијеву превару из 1969. године као „вероватно најпознатији пример” да је славна личност у фокусу „(потпуно непроверене) теорије завере о клонирању”. Године 2009. часопис Тајмс је укључио „Пол је мртав“ у свој прилог о десет „најтрајнијих светских теорија завере“.